# Zejkovec topolový
Zejkovec topolový (Epione repandaria) je druh motýla z čeledi píďalkovitých (Geometridae). Tento druh se vyskytuje v Evropě a v některých částech Asie. Preferuje vlhké biotopy, jako jsou lužní lesy, bažiny a okolí vodních toků.

## Popis

### Dospělci
Motýli mají rozpětí křídel 23–29 mm. Křídla jsou žlutooranžová až okrová s jemným červenohnědým žíháním. Na předních křídlech se nachází dvě černé příčné čáry – vnitřní a vnější, přičemž vnější čára je na okraji křídel fialově šedě lemovaná. Černá diskoidální skvrna je drobná a bodová. Samci mají hřebenité tykadla, samičky jednoduchá.

### Housenky
Housenky jsou šedohnědé nebo zelené, s bělavými skvrnkami a náznakem světlejších kosočtverečných skvrn na hřbetě. V napjaté poloze připomínají uschlé větvičky, což je chrání před predátory.

### Podobné druhy
Zejkovec osikový (Epione vespertaria) je podobný, ale liší se začátkem vnější příčné čáry, která nevychází z vrcholu předního křídla, ale z jeho okraje.

## Rozšíření
Zejkovec topolový se vyskytuje v celé Evropě, včetně Britských ostrovů, a zasahuje až po Amur v Asii. Obývá vlhké oblasti, jako jsou břehy vod, lužní lesy a mokřady, a v horských oblastech dosahuje výšky až 1600 m n. m.

## Biologie

### Chování a životní cyklus
Dospělci létají v jedné generaci od července do září, přičemž v teplých oblastech může být přítomna neúplná druhá generace. Aktivní jsou především v noci a často přilétají ke světlu. Samičky kladou vajíčka na listy stromů, jako jsou topoly (Populus), vrby (Salix) nebo olše (Alnus). Housenky se živí listy těchto stromů a přezimují ve stadiu vajíčka.

### Potrava
Housenky se živí listy stromů, zejména topoly, vrby a olše.

## Ochrana
Zejkovec topolový není v současné době považován za ohrožený druh. Nicméně úbytek vlhkých biotopů by mohl negativně ovlivnit jeho populace.